# Cardiff City F.C.
Cardiff City Football Club (tiếng Wales: Clwb Pêl-droed Dinas Caerdydd) là một câu lạc bộ bóng đá chuyên nghiệp của Wales có trụ sở tại Cardiff, xứ Wales. Câu lạc bộ thành lập năm 1899. Câu lạc bộ giành được danh hiệu vô địch hạng nhất trong mùa giải năm 2013 và được thăng hạng lên giải đấu cao nhất lần đầu tiên trong 51 năm qua.
Sân nhà của họ là sân vận động Cardiff City. Họ là câu lạc bộ của Wales và ngoài nước Anh duy nhất giành chức vô địch FA Cup, và giành được vào năm 1927.
Trong năm 2012, Cardiff City đã thay đổi chủ sở hữu, chủ sở hữu mới của câu lạc bộ là một người Malaysia, Vincent Tan. Điều này bao gồm sự thay đổi áo đấu trên sân nhà của câu lạc bộ và biểu trưng của câu lạc bộ.

## Các nhà tài trợ
| Thời gian | Nhà tài trợ | Thời gian         | Tài trợ áo đấu                   | Chú thích   |
| --------- | ----------- | ----------------- | -------------------------------- | ----------- |
| 1973–1985 | Umbro       | 1973 – 11/1983    | —                                |             |
| 1973–1985 | Umbro       | 11/1983 – 12/1983 | Whitbread Wales                  |             |
| 1973–1985 | Umbro       | 2 – 4/1984        | Unknown                          |             |
| 1973–1985 | Umbro       | 1984–1985         | MMA                              |             |
| 1985–1988 | Admiral     | 1985–1987         | Airways Cymru                    |             |
| 1985–1988 | Admiral     | 1987–1989         | Buckley's Brewery                |             |
| 1988–1991 | Scoreline   | 1987–1989         | Buckley's Brewery                |             |
| 1988–1991 | Scoreline   | 1989–1990         | Havelet                          |             |
| 1988–1991 | Scoreline   | 1990–1991         | —                                |             |
| 1991–1992 | Influence   | 1991–1992         | —                                |             |
| 1992–1994 | Bluebirds   | 1992–1997         | South Wales Echo                 |             |
| 1994–1995 | Strika      | 1992–1997         | South Wales Echo                 |             |
| 1995–1996 | Influence   | 1992–1997         | South Wales Echo                 |             |
| 1996–1997 | Lotto       | 1992–1997         | South Wales Echo                 |             |
| 1998–2002 | Xara        | 1998–1999         | Gilesports                       |             |
| 1998–2002 | Xara        | 1998–1999         | Sports Cafe                      |             |
| 1998–2002 | Xara        | 1999–2000         | Modplan                          |             |
| 1998–2002 | Xara        | 2000–2002         | Ken Thorne Group                 |             |
| 2002–2005 | Puma        | 2002–2003         | Leekes                           |             |
| 2002–2005 | Puma        | 2003–2006         | Redrow Homes                     |             |
| 2005–2009 | Joma        | 2003–2006         | Redrow Homes                     |             |
| 2005–2009 | Joma        | 2006–2008         | Communications Direct            |             |
| 2005–2009 | Joma        | 2008–09           | VansDirect                       |             |
| 2009–     | Puma        | 9/ 2009           | 777.com                          | [ 7 ] [ 8 ] |
| 2009–     | Puma        | 9/2009–2011       | SBOBET                           |             |
| 2009–     | Puma        | 2011–             | Malaysia (non-Special) BBC Cymru | [ 9 ]       |

## Đôi hình hiện tại

### Đội 1
Tính đến 13 tháng 7 năm 2023
Ghi chú: Quốc kỳ chỉ đội tuyển quốc gia được xác định rõ trong điều lệ tư cách FIFA. Các cầu thủ có thể giữ hơn một quốc tịch ngoài FIFA.
| Số | VT | Quốc gia             | Cầu thủ                    |
| -- | -- | -------------------- | -------------------------- |
| 1  | TM | Anh                  | Ryan Allsop                |
| 2  | HV | Antigua và Barbuda   | Mahlon Romeo               |
| 3  | HV | Cộng hòa Ireland     | Joel Bagan                 |
| 5  | HV | Cộng hòa Ireland     | Mark McGuinness            |
| 6  | TV | Anh                  | Ryan Wintle (vice-captain) |
| 8  | TV | Anh                  | Joe Ralls (captain)        |
| 9  | TĐ | Anh                  | Kion Etete                 |
| 10 | TV | Anh                  | Sheyi Ojo                  |
| 11 | TV | Cộng hòa Ireland     | Callum O'Dowda             |
| 14 | TV | Anh                  | Ollie Tanner               |
| 16 | TV | Wales                | Aaron Ramsey               |
| 17 | HV | Nigeria              | Jamilu Collins             |
| 18 | TV | Gambia               | Ebou Adams                 |
| 19 | TV | Saint Kitts và Nevis | Romaine Sawyers            |
| 21 | TM | Anh                  | Jak Alnwick                |

| Số | VT | Quốc gia         | Cầu thủ                        |
| -- | -- | ---------------- | ------------------------------ |
| 22 | HV | Anh              | Vontae Campbell                |
| 24 | TV | Wales            | Eli King                       |
| 26 | HV | Anh              | Jack Simpson                   |
| 27 | TV | Wales            | Rubin Colwill                  |
| 28 | TM | Anh              | Rohan Luthra                   |
| 35 | TV | Anh              | Andy Rinomhota                 |
| 36 | TĐ | Anh              | Max Watters                    |
| 38 | HV | Anh              | Perry Ng                       |
| 39 | TĐ | Wales            | Isaak Davies                   |
| 47 | TĐ | Cộng hòa Ireland | Callum Robinson                |
| —  | HV | Hy Lạp           | Dimitrios Goutas               |
| —  | TV | Wales            | Kieron Evans                   |
| —  | TĐ | Bờ Biển Ngà      | Yakou Méïté                    |
| —  | TĐ | Canada           | Iké Ugbo (on loan from Troyes) |

### Cho mượn
Ghi chú: Quốc kỳ chỉ đội tuyển quốc gia được xác định rõ trong điều lệ tư cách FIFA. Các cầu thủ có thể giữ hơn một quốc tịch ngoài FIFA.
| Số | VT | Quốc gia | Cầu thủ       |
| -- | -- | -------- | ------------- |
| 15 | HV | Wales    | Oliver Denham |

## Huấn luyện viên
| Name                                        | Nat              | From | To   |
| ------------------------------------------- | ---------------- | ---- | ---- |
| Davy McDougall                              | Scotland         | 1910 | 1911 |
| Fred Stewart                                | Anh              | 1911 | 1933 |
| Bartley Wilson                              | Anh              | 1933 | 1934 |
| Ben Watts-Jones                             | Wales            | 1934 | 1937 |
| Bill Jennings                               | Wales            | 1937 | 1939 |
| Cyril Spiers                                | Anh              | 1939 | 1946 |
| Billy McCandless                            | Bắc Ireland      | 1946 | 1948 |
| Cyril Spiers                                | Anh              | 1948 | 1954 |
| Trevor Morris                               | Wales            | 1954 | 1958 |
| Bill Jones                                  | Wales            | 1958 | 1962 |
| George Swindin                              | Anh              | 1962 | 1964 |
| Jimmy Scoular                               | Scotland         | 1964 | 1973 |
| Lew Clayton (tạm quyền)                     | Anh              | 1973 | 1973 |
| Frank O'Farrell                             | Cộng hòa Ireland | 1973 | 1974 |
| Jimmy Andrews                               | Scotland         | 1974 | 1978 |
| Richie Morgan                               | Wales            | 1978 | 1981 |
| Graham Williams                             | Wales            | 1981 | 1982 |
| Len Ashurst                                 | Anh              | 1982 | 1984 |
| Jimmy Goodfellow & Jimmy Mullen (tạm quyền) | Anh · Anh        | 1984 | 1984 |
| Jimmy Goodfellow                            | Anh              | 1984 | 1984 |
| Alan Durban                                 | Wales            | 1984 | 1986 |
| Jimmy Mullen (tạm quyền)                    | Anh              | 1986 | 1986 |
| Frank Burrows                               | Scotland         | 1986 | 1989 |

| Name                                      | Nat           | From | To       |
| ----------------------------------------- | ------------- | ---- | -------- |
| Len Ashurst                               | Anh           | 1989 | 1991     |
| Eddie May                                 | Anh           | 1991 | 1994     |
| Terry Yorath                              | Wales         | 1994 | 1995     |
| Eddie May                                 | Anh           | 1995 | 1995     |
| Kenny Hibbitt                             | Anh           | 1995 | 1996     |
| Phil Neal                                 | Anh           | 1996 | 1996     |
| Kenny Hibbitt (tạm quyền)                 | Anh           | 1996 | 1996     |
| Russell Osman                             | Anh           | 1996 | 1998     |
| Kenny Hibbitt (tạm quyền)                 | Anh           | 1998 | 1998     |
| Frank Burrows                             | Scotland      | 1998 | 2000     |
| Billy Ayre                                | Anh           | 2000 | 2000     |
| Bobby Gould                               | Anh           | 2000 | 2000     |
| Alan Cork                                 | Anh           | 2000 | 2002     |
| Lennie Lawrence                           | Anh           | 2002 | 2005     |
| Dave Jones                                | Anh           | 2005 | 2011     |
| Malky Mackay                              | Scotland      | 2011 | 2013     |
| David Kerslake (tạm quyền)                | Anh           | 2013 | 2014     |
| Ole Gunnar Solskjær                       | Na Uy         | 2014 | 2014     |
| Scott Young & Daniel Gabbidon (tạm quyền) | Wales · Wales | 2014 | 2014     |
| Russell Slade                             | Anh           | 2014 | 2016     |
| Paul Trollope                             | Wales         | 2016 | 2016     |
| Neil Warnock                              | Anh           | 2016 | Hiện tại |

Source: 

## Danh hiệu
Premier League (vô địch quốc gia
- Á quân: – 1923–24

Hạng nhất 
- Vô địch: 2012–13
- Á quân: – 1920–21, 1951–52, 1959–60
- Play-off á quân: – 2010
- Play-off bán kết lên hạng: – 2011, 2012

Hạng Nhì
- Vô địch: – 1946–47
- Á quân: – 1975–76, 1982–83
- Play-off vô địch: – 2003
- Play-off Bán kết lên hạng: – 2002

Hạng ba
- Vô địch: – 1992–93
- Á quân: – 1987–88, 2000–01
- Play-off bán kết lên hạng: – 1997

FA Cup
- Vô địch: – 1927
- Á quân: – 1925, 200
- Bán kết: – 1921

FA Charity Shield
- Vô địch: – 1927

Football League Cup
- Á quân: – 2012
- Bán kết – 1966

European Cup Winner's Cup
- Bán kết: - 1968

Southern Football League hạng hai
- Vô địch: – 1913

Welsh Cup
- Vô địch: – 1912, 1920, 1922, 1923, 1927, 1928, 1930, 1956, 1959, 1964, 1965, 1967, 1968, 1969, 1970, 1971, 1973, 1974, 1976, 1988, 1992, 1993
- Á quân: - 1929, 1939, 1951, 1960, 1994, 1995

FAW Premier Cup
- Vô địch: – 2002
- Á quân: - 1998, 2000

FAW Welsh Youth Cup
- Vô địch: – 1990, 1995, 1998, 2000, 2001, 2002, 2004, 2006
- Á quân: – 1992, 2005, 2008

FA Youth Cup
- Á quân: - 1971

Algarve Challenge Cup
- Vô địch: - 2008